# Tischtennisweltmeisterschaft 1956
Die 23. Tischtennisweltmeisterschaft fand vom 2. bis 11. April 1956 in Tokio (Japan) statt.

## Übersicht
Aus Deutschland nahm nur eine Herrenmannschaft, aber keine Damenmannschaft teil. Verantwortlich dafür waren die hohen Reisekosten. Auch andere führende europäische Länder, etwa Ungarn, Frankreich, Österreich, Jugoslawien und die Schweiz, blieben aus Kostengründen fern.
Japan – mit dem späteren ITTF-Präsidenten Ichirō Ogimura an der Spitze – war mit vier Goldmedaillen die erfolgreichste Nation. Matei (Matthias) Gantner, der später in Deutschland als Trainer von Borussia Düsseldorf große Erfolge hatte, führte die rumänische Herrenmannschaft auf einen überraschenden dritten Platz.

## Abschneiden der Deutschen
Die gesamtdeutsche Mannschaft setzte sich zusammen aus Conny Freundorfer (München), Leopold Holusek (Milbertshofen), Josef Seiz (Altenkunstadt) und Bernie Vossebein (Bochum). Aktive aus der DDR waren nicht vertreten.
Bernie Vossebein wurde im Vorfeld zunächst nicht berücksichtigt. Nach zahlreichen Diskussionen und nachdem private Sponsoren die Kosten übernahmen, wurde er doch noch nominiert.
Als Betreuer der Deutschen fungierte Dieter Mauritz, der noch in den Einzelwettbewerben antrat.

### Mannschaftswettbewerb Herren
Deutschland trat in Gruppe A an. Hier gewann die Mannschaft gegen Schweden (5:2), Philippinen (5:1), Australien (5:0), Hongkong (5:0) und Singapur (5:3). Gegen Japan (0:5) und Rumänien (3:5) musste sie Niederlagen hinnehmen. Somit kam sie in der Gruppe A auf Platz drei und in der Gesamtwertung auf Platz fünf.

### Herreneinzel
Bereits in der ersten Runde scheiterten Leopold Holusek (gegen Fujii Motoo, Japan), Dieter Mauritz (gegen Keiji Kodama, Japan) sowie Bernie Vossebein (gegen Chung Chin Sing, Hongkong). Josef Seiz gewann gegen den Japaner Tatsuo Tsuno und schied in der zweiten Runde gegen Chiang Yung-Ning (China) aus. Am weitesten kam Conny Freundorfer. Nach Freilos warf er den Philippinen José Bajarias aus dem Rennen. In der dritten Runde verlor er gegen den Japaner Seiji Yamada.

### Herrendoppel
Hier trat das Doppel Conny Freundorfer/Brian Kennedy (England) an und unterlag gegen die Japaner Tatsuo Tsuno/Akio Nohira. Ebenso scheiterten Bernie Vossebein/Krishna Nagaraj (Indien) an einem japanischen Duo, nämlich Toshiaki Tanaka/Keisuke Tsunoda. Leopold Holusek/Josef Seiz verpassten wegen eines Mittagessens ihren Einsatz gegen Toma Reiter/Matei Gantner.

## ITTF-Kongress
- Deutschland erhielt den Zuschlag zur Ausrichtung der Weltmeisterschaft 1959.
- Nach 1957 soll die WM u. a. aus Kostengründen nur noch alle zwei Jahre ausgetragen werden. Für die Jahre dazwischen empfahl der Kongress die Durchführung von kontinentalen Meisterschaften.

## Wissenswertes
- Der Schwede Gosta Brolin durfte nur teilnehmen, weil er die Reisekosten selbst trug (ähnlich wie im Fall Bernie Vossebein)
- Richard Bergmann, Weltmeister von 1950, beanstandete im Spiel gegen Tsui Cheung Ling aus Hongkong die Qualität des Balles. Um einen neuen Ball auszuwählen, testete er etwa 250 Bälle auf gleichmäßige Rundheit. Nach Ermahnung des Schiedsrichters einigte man sich nach 25 Minuten auf einen Ball. Diese Prozedur brachte den in Führung liegenden Tsui Cheung Ling derart aus dem Konzept, dass er das Spiel noch verlor.[1]

## Philatelie
Anlässlich der WM gab Japan eine Sondermarke im Wert von 10 Yen heraus (Michel-Katalog Nr. 650), die Auflage betrug 5 Millionen Stück. Die Marke wurde in Form von Kleinbögen mit je 20 Stück hergestellt. Auf einem am 2. April 1956 erschienenen Ersttagsbrief ist die japanische Vizeweltmeisterin Kiiko Watanabe abgebildet.

## Ergebnisse
| Wettbewerb        | Rang | Sieger                                                                                  |
| ----------------- | ---- | --------------------------------------------------------------------------------------- |
| Mannschaft Herren | 1.   | Japan (Ichirō Ogimura, Keisuke Tsunoda, Toshiaki Tanaka, Yoshio Tomita)                 |
| Mannschaft Herren | 2.   | CSR (Ladislav Štípek, Ludvík Vyhnanovský, Václav Tereba, Ivan Andreadis)                |
| Mannschaft Herren | 3.   | Rumänien (Matei Gantner, Tiberiu Harasztosi, Paul Pesch, Mircea Popescu)                |
| Mannschaft Herren | 3.   | China (Tsen Huai-Kuang, Wang Chuanyao, Chiang Yung-Ning, Yang Jai-Hua, Hu Ping-chuan)   |
| Mannschaft Herren | 5.   | Deutschland (Conny Freundorfer, Leopold Holusek, Josef Seiz, Bernie Vossebein)          |
| Mannschaft Damen  | 1.   | Rumänien (Angelica Adelstein-Rozeanu, Sari Szasz-Kolosvary, Ella Zeller-Constantinescu) |
| Mannschaft Damen  | 2.   | England (Jean Winn, Ann Haydon, Diane Rowe)                                             |
| Mannschaft Damen  | 3.   | Japan (Fujie Eguchi, Tomi Ōkawa, Kiiko Watanabe, Yoshiko Tanaka)                        |
| Herren Einzel     | 1.   | Ichirō Ogimura – JPN                                                                    |
| Herren Einzel     | 2.   | Toshiaki Tanaka – JPN                                                                   |
| Herren Einzel     | 3.   | Akio Nohira – JPN                                                                       |
| Herren Einzel     | 3.   | Yoshio Tomita – JPN                                                                     |
| Damen Einzel      | 1.   | Tomi Ōkawa – JPN                                                                        |
| Damen Einzel      | 2.   | Kiiko Watanabe – JPN                                                                    |
| Damen Einzel      | 3.   | Fujie Eguchi – JPN                                                                      |
| Damen Einzel      | 3.   | Ella Zeller-Constantinescu – ROM                                                        |
| Herren Doppel     | 1.   | Ichirō Ogimura/Yoshio Tomita – JPN                                                      |
| Herren Doppel     | 2.   | Ivan Andreadis/Ladislav Štípek – TCH                                                    |
| Herren Doppel     | 3.   | Ludvík Vyhnanovský/Václav Tereba – TCH                                                  |
| Herren Doppel     | 3.   | Keisuke Tsunoda/Toshiaki Tanaka – JPN                                                   |
| Damen Doppel      | 1.   | Angelica Adelstein-Rozeanu/Ella Zeller-Constantinescu – ROM                             |
| Damen Doppel      | 2.   | Fujie Eguchi/Kiiko Watanabe – JPN                                                       |
| Damen Doppel      | 3.   | Ann Haydon/Diane Rowe – ENG                                                             |
| Damen Doppel      | 3.   | Tomi Ōkawa/Yoshiko Tanaka – JPN                                                         |
| Mixed             | 1.   | Erwin Klein/Leah Neuberger-Thall – USA                                                  |
| Mixed             | 2.   | Ivan Andreadis – TCH/Ann Haydon – ENG                                                   |
| Mixed             | 3.   | Motoo Fujii/Yoshiko Tanaka – JPN                                                        |
| Mixed             | 3.   | Toma Reiter/Ella Zeller-Constantinescu – ROM                                            |

## Medaillenspiegel
| Rang  | Land                | Gold | Silber | Bronze | Gesamt |
| ----- | ------------------- | ---- | ------ | ------ | ------ |
| 1     | Japan               | 4    | 3      | 7      | 14     |
| 2     | Rumänien            | 2    | 0      | 3      | 5      |
| 3     | Vereinigte Staaten  | 1    | 0      | 0      | 1      |
| 4     | Tschechoslowakei    | 0    | 2,5    | 1      | 3,5    |
| 5     | England             | 0    | 1,5    | 1      | 2,5    |
| 6     | Volksrepublik China | 0    | 0      | 1      | 1      |
| Total | Total               | 7    | 7      | 13     | 27     |